# Triumph Acclaim
Triumph Acclaim är en personbil, tillverkad av den brittiska biltillverkaren Triumph mellan 1981 och 1984.
1979 slöt British Leyland ett samarbetsavtal med japanska Honda. Första resultatet blev Triumph Acclaim, som baserades på Honda Civic. Bilen producerades i den gamla Morrisfabriken i Cowley. Acclaim-modellen blev den sista bilen med namnet Triumph och den ersattes 1984 av Rover 200, baserad på nästa generation Civic.